# Championnat d'Union soviétique de football 1980
Navigation
Saison 1979 Saison 1981
La saison 1980 de Vyschaïa Liga est la 43e édition du Championnat d'URSS de football.
Lors de cette saison, le Spartak Moscou va tenter de conserver son titre de champion d'URSS face aux 17 meilleurs clubs soviétiques lors d'une série de matchs aller-retour se déroulant sur toute l'année. 
Quatre places sont qualificatives pour les compétitions européennes, la cinquième place étant celle du vainqueur de la Coupe d'URSS 1980-1981.

## Qualifications en Coupe d'Europe
À l'issue de la saison, le champion participera à la Coupe des clubs champions 1981-1982.
Le vainqueur de la Coupe d'URSS 1981 participera à la Coupe des coupes 1981-1982, si ce club est le champion, alors le finaliste de la coupe le remplacera.
Les trois places pour la Coupe UEFA 1981-1982 sont attribuées aux deuxième, troisième et quatrième du championnat si ceux-ci ne sont pas les vainqueurs de la coupe, si c'est effectivement le cas la place reviendra au cinquième.

## Clubs participants

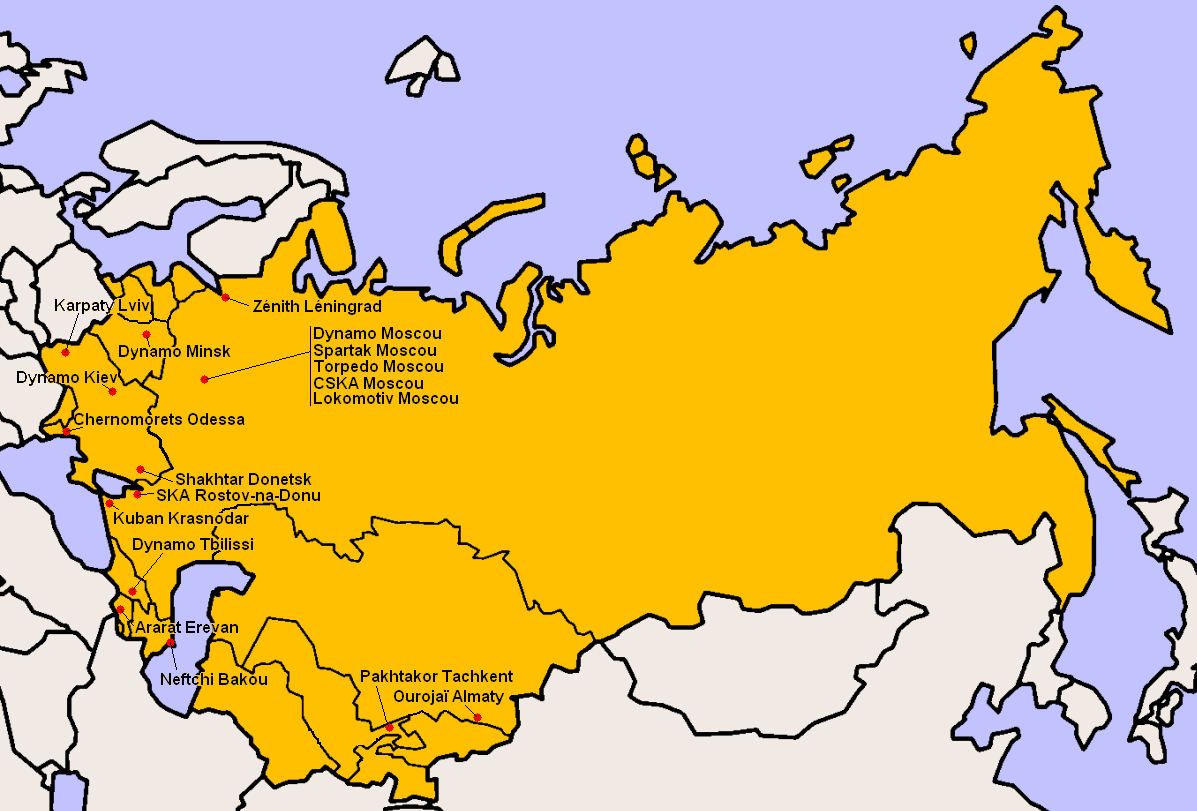
Localisation des clubs engagés dans le championnat.

- Premier tour de la Coupe des clubs champions 1980-1981
- Premier tour de la Coupe des coupes 1980-1981
- Premier tour de la Coupe UEFA 1980-1981
- Promu de deuxième division

| Club                 | Présent depuis | Classement 1979 | Entraîneur                  | Stade                 | Capacité |
| -------------------- | -------------- | --------------- | --------------------------- | --------------------- | -------- |
| Spartak Moscou       | 1978           | 1er             | Konstantin Beskov           | Stade central Lénine  | 84 745   |
| Chakhtior Donetsk    | 1973           | 2e              | Viktor Nosov (en)           | Stade Chakhtior       | 31 800   |
| Dynamo Kiev          | 1936           | 3e              | Valeri Lobanovski           | Stade républicain     | 83 450   |
| Dinamo Tbilissi      | 1936           | 4e              | Nodar Akhalkatsi            | Stade Lénine-Dinamo   | 55 000   |
| Dinamo Moscou        | 1936           | 5e              | Adamas Golodets             | Stade Dinamo          | 36 540   |
| Dinamo Minsk         | 1979           | 6e              | Eduard Malofeev             | Stade Dinamo          | 41 100   |
| Ararat Erevan        | 1966           | 7e              | Iosif Betsa                 | Stade Hrazdan         | 69 000   |
| CSKA Moscou          | 1954           | 8e              | Oleh Bazylevych (en)        | Stade central Lénine  | 84 745   |
| Pakhtakor Tachkent   | 1978           | 9e              | Ishtvan Sekech (en)         | Stade Pakhtakor       | 60 000   |
| Zénith Léningrad     | 1938           | 10e             | Iouri Morozov               | Stade Kirov           | 72 000   |
| Tchernomorets Odessa | 1974           | 11e             | Nikita Simonian             | Stade central         | 30 800   |
| Lokomotiv Moscou     | 1975           | 12e             | Viktor Marienko             | Stade Lokomotiv       | 28 800   |
| Kaïrat Almaty        | 1977           | 13e             | Igor Voltchok               | Stade central         | 26 300   |
| Neftchi Bakou        | 1977           | 14e             | Ahmad Alaskarov (en)        | Stade Vladimir Lénine | 30 000   |
| SKA Rostov           | 1979           | 15e             | German Zonine               | Stade central (en)    | 27 300   |
| Torpedo Moscou       | 1938           | 16e             | Valentin Ivanov             | Stade Torpedo         | 16 000   |
| Karpaty Lvov         | 1980           | 1er (D2)        | Iaroslav Dmytrasevitch (uk) | Stade Droujba         | 28 100   |
| Kouban Krasnodar     | 1980           | 2e (D2)         | Vladimir Mikhaïlov (en)     | Stade Kouban          | 32 000   |

### Changements d'entraîneurs
| Club               | Entraîneur partant       | Date de départ    | Entraîneur arrivant         | Date d'arrivée    |
| ------------------ | ------------------------ | ----------------- | --------------------------- | ----------------- |
| Torpedo Moscou     | Vladimir Salkov (en)     | 31 juillet 1980   | Valentin Ivanov             | 1er août 1980     |
| Dinamo Moscou      | Ievgueni Gorianski (en)  | 24 septembre 1980 | Adamas Golodets             | 25 septembre 1980 |
| Karpaty Lvov       | Ishtvan Sekech (en)      | septembre 1980    | Iaroslav Dmytrasevitch (uk) | septembre 1980    |
| Pakhtakor Tachkent | Sergueï Mossiaguine (en) | septembre 1980    | Ishtvan Sekech (en)         | octobre 1980      |

## Compétition

### Classement
Cette saison, la Loi des 8 nuls est ajustés et devient la Loi des 10 nuls, le Dynamo Moscou se voit retirer quatre points pour avoir effectué 14 nuls dans la saison. Le CSKA Moscou et le Dynamo Minsk se voient retirer deux points pour les 12 nuls effectués dans la saison. Le Torpedo Moscou, l'Ararat Erevan et leKaïrat Almaty se voient retirer un point pour les 11 nuls effectués dans la saison.